# Promonotus orientalis
Promonotus orientalis är en plattmaskart som beskrevs av Beklemischev 1927. Promonotus orientalis ingår i släktet Promonotus och familjen Monocelididae. Inga underarter finns listade i Catalogue of Life.